# 정충묘
정충묘(精忠廟)는 경기도 광주시 초월읍에 있는, 병자호란 때 쌍령리전투에서 전사한 장군 네 분의 위패를 모시는 사당이다. 남한산성에서 청군에 갇힌 인조를 구하기 위해 북상하던 영남의 근왕병이 초월읍 대쌍령리 인근에서 청군에게 패해 대부분 전사하자 그 충절을 기리기 위해 건립됐다.
정충묘에는 경상좌도 병마절도사 허완 장군을 비롯해 경상우도 병마절도사 민영 장군, 공청도 병마절도사 이의배 장군, 경상좌도 안동영장 선세강 장군 등 네 분의 위패가 모셔져 있으며 매년 음력 1월 3일 제향을 올리고 있다.
2008년 4월 21일 광주시의 향토문화유산(유형문화유산) 제1호로 지정되었다.

## 개요
정충묘(精忠廟)는 1636년 병자호란 때 쌍령전투에서 전사한 경상좌도병마절도사 허완(許完:1569~1637), 경상우도병마절도사 민영(閔栐: ?~1637)과 허완의 중군(中軍)이었던 안동영장(安東營將) 선세강(宣世綱: 1576~1636), 근왕병을 이끌고 죽주산성까지 올라왔던 공청도병마절도사 이의배(李義培: 1576~1637) 등의 위패를 모신 사당이다.
정충묘는 3번 국도변에 면한 산기슭에 있어 두 단으로 축대를 쌓아 대지를 조성한 후 기단을 놓고 건물을 세웠다. 입구에는 홍살문 1기를 세웠으며, 묘까지는 계단을 설치하였다. 건물은 앞면 1칸, 옆면 1칸 반의 통간으로 방형초석에 방형기둥을 세워 기둥머리에 도리와 보를 결구한 납도리집이다. 겹처마에 팔작지붕이며, 막새기와를 사용하였다. 건물정면은 좌우에 벽을 세우고, 가운데에 4짝 분합문을 달았으며, 나머지 3면은 적벽돌로 화방벽을 쌓았다. 내부 바닥은 플로어링 처리를 하였으며, 천장은 평반자를 설치하고 격자로 나눠 연화문과 격자틀에 단청하였다. 편액은 '精忠廟'라 좌에서 우로 썼고, 1959년에 쓴 '정충묘명'이 걸려있다. 정충묘도 유사가 관리하고 있으며 매월 삭망에 봉심하고, 제 장군의 전망일인 음력 정월 3일에 광주문화원 주관으로 제향을 올리고 있다.
조선 후기의 위항 시인 조수삼(趙秀三)이 정충묘를 제목으로 쓴 오언배율이 전한다.

檜也何能免 회야하능면 관(棺) 뚜껑의 장식(裝飾)을 어찌 벗어 버리리,
銅人湧地中 동인용지중 구리(銅)로 만든 사람이 땅속에서 솟아나도다.
鞭笞嚴鬼責 편태엄귀책 채찍과 몽둥이로 귀신을 엄(嚴)히 책망하는 듯,
堂陛動靈風 당폐동영풍 당(堂)의 섬돌이 신령(神靈)한 바람에 움직인다.
萬事朱仙鎭 만사주선진 모든 일들은 주선(朱仙)이 진압(鎭壓)하는 것,
孤臣二帝宮 고신이제궁 두 임금의 궁궐에서 외로운 신하(臣下)로다.
昭然見背涅 소연견배열 등 뒤에는 진흙 앙금이 환히 보이는데,
廟額揭當空 묘액게당공 사당(祠堂)의 편액(扁額)만 허공에 걸려 있도다.

## 같이 보기
- 쌍령전투

## 참고 문헌
- 인조실록
- 순조실록
- 추재집(秋齋集)
- 광주의 문화유산